# Sommarön, Korpo
Sommarön med Gålhuvudet, Sommarö grunden och Gålakobb är en ö i Finland. Den ligger i Skärgårdshavet och i kommunen Pargas i den ekonomiska regionen  Åboland i landskapet Egentliga Finland, i den sydvästra delen av landet. Ön ligger omkring 65 kilometer sydväst om Åbo och omkring 190 kilometer väster om Helsingfors.
Öns area är 27,3 hektar och dess största längd är 1 kilometer i sydväst-nordöstlig riktning.

## Sammansmälta delöar
- Sommarön 59°57′12″N 21°37′32″Ö / 59.95329°N 21.62546°Ö
- Gålhuvudet 59°57′16″N 21°37′49″Ö / 59.95436°N 21.63022°Ö
- Sommarö grunden 59°57′17″N 21°37′07″Ö / 59.95468°N 21.61858°Ö
- Gålakobb 59°57′03″N 21°37′07″Ö / 59.95073°N 21.61859°Ö